# Тріада Фало
Тріада Фалло — вроджена вада серця. Це захворювання становить 1,6-1,8 % від усіх вроджених дефектів серця.

## Морфологія
Тріада Фалло-так назване синє захворювання серця, що має три морфологічних компонента:
- клапанний стеноз легеневої артерії або обструкція вихідного відділу правого шлуночка серця;
- гіпертрофія правого шлуночка серця;
- дефект міжпредсердної перегородки.

Перші два компонента входять в тетраду Фалло.Однак при тетраді Фалло відзначається дефект міжшлуночкової, а не межпредсердної перегородки, а також декстрапозиція аорти.

## Причини
Описані вище анатомічні дефекти в будові серця системи є вродженими і формуються ще під час внутрішньоутробного розвитку. Безпосередньою причиною їх є патологія закладки і формування серцевого м'яза ембріона в першому триместрі вагітності. Саме тому практично будь-які шкідливі впливи на організм вагітної жінки в перші три місяці виношування дитини можуть стати причиною формування такої вади.

## Лікування
Тріада Фалло лікується хірургічно, через торакотомічний доступ.

## Історія
Тріада Фалло названа по імені французького лікаря Етьєна-Луї Артура Фалло.